# Мартін Коув
Мартін Коув (англ. Martin Kove; 6 березня 1947) — американський актор театру і кіно.

## Біографія
Мартін Коув народився 6 березня 1947 року в Брукліні, Нью-Йорк. З дитинства захоплювався спортом, цікавився кіно, театром та іншими видами мистецтва. Мартін — володар «чорного пояса» в таких бойових мистецтвах, як тхеквондо, окінава. Ветеран війни у В'єтнамі.
Акторську кар'єру почав у 24 роки, з'явившись у фільмі Пола Морріссі «Жіночий бунт» 1971 року. Однак Мартіну знадобилося близько 13 років роботи в кіно і на телебаченні, щоб отримати свою зоряну роль. Весь цей час він отримував невеликі ролі, які, в основному, використовували його вміння битися і цікавий прижмур очей. Втім, Мартін був задоволений, адже він знайшов свою улюблену справу. «До того моменту, як я потрапив до Голлівуду, я завжди відчував, що ніколи по-справжньому не робив те, що хотів зробити», — зізнається Мартін.
Але все змінилося в 1984 році, коли Мартін Коув зіграв поганого «ніндзю» у фільмі «Малюк-каратист» і на наступний ранок прокинувся знаменитим. Ця спортивна комедія розповідає про події, що трапилися в одній зі шкіл Лос-Анджелеса, де керує жорстока банда каратистів. Там з'являється новачок, який змушений рятуватися від спортивних однокласників, оскільки потрапляє в «чорний лист» банди. 37-річний Мартін Коув зіграв у стрічці провідну роль — сенсея «Кобри», ватажка банди поганих каратистів, негативного персонажа Кая Джона Кріза. Неодноразово повідомлялося, що ця роль була запропонована Чаку Норрісу, який відхилив пропозицію через те, що цей персонаж, на його думку, був занадто стереотипний і негативно відображав бойові мистецтва. Але через багато років Чак Норріс спростував цю інформацію. Проте знаменитість таки надала допомогу продюсерам картини, підшукавши справжніх майстрів бойових мистецтв, які взяли участь у зйомках. У підсумку картина мала неймовірний успіх серед глядачів і критиків. Зібрала в прокаті понад 90 мільйонів доларів і була номінована на премію «Оскар». Популярність Мартіна Коува злетіла до неймовірних висот. Слідом він зіграв свого знаменитого сенсея в продовженнях «Малюк-каратист 2» (1986) і «Малюк-каратист 3» (1989).
У 1985 році актор закріпив свою популярність, знявшись в іншому бойовику «Рембо: Перша кров, частина II», де приєднався до іншої новоявленої м'язистої кінозірки — Сильвестра Сталлоне. У 1987 році Мартін зіграв головну роль у бойовику «Правосуддя Стіла». Фільм оповідає про події, що почалися ще у В'єтнамі, коли американських солдатів Джона Стіла і Лі намагається вбити генерал-злодій. Джон, герой Мартіна, рятує життя Лі. Але коли друг вмирає через багато років від рук ніндзя, Джон вирішує мстити. Далі Мартін був запрошений на роль інопланетянина Джессі — головного героя в фантастичному серіалі "Жорсткі часи на планеті Земля" (1989), було показано тільки 13 серій, після чого через низькі рейтинги серіал був закритий.
За чотири десятки років роботи в кіноіндустрії Мартін Коув виконав близько 200 ролей. Коув зіграв масу персонажів, готових силою м'язів і силою духу відновити справедливість або ж навпаки — настановити на землі зло. Якими б не були його герої — позитивними чи негативними, вони однаково значні, впевнені в собі й непохитні у своїй перемозі.
Крім роботи в кіно, Мартін успішно виступає на різних сценах американських театрів. 2 листопада 1990 року 43-річний актор став батьком — дружина Вів'єн Коув народила двійню: сина Джесі Моргана Koув і дочку Рейчел Олівію Коув. У 2005 році, після тривалого шлюбу, 58-річний Мартін Коув розлучився з Вів'єн.

## Фільмографія
| Рік       |     | Українська назва                         | Оригінальна назва                               | Роль                       |
| --------- | --- | ---------------------------------------- | ----------------------------------------------- | -------------------------- |
| 1971      | ф   | Маленькі вбивства                        | Little Murders                                  | в титрах не вказаний       |
| 1971      | ф   | Жіночий бунт                             | Women in Revolt                                 | Марті                      |
| 1972      | ф   | Дикуни                                   | Savages                                         | Арчі, хуліган              |
| 1972      | ф   | Останній будинок ліворуч                 | The Last House on the Left                      | заступник                  |
| 1973      | ф   | Поліцейські і розбійники                 | Cops and Robbers                                | працівник швидкої допомоги |
| 1974      | ф   | Квадратний ящик                          | The Groove Tube                                 | Бац Бір                    |
| 1974      | с   | Широкий світ таємниць                    | The Wide World of Mystery                       | Ролло                      |
| 1974      | с   | Поліцейська історія                      | Police Story                                    | офіцер 2                   |
| 1974      | с   | МакКлауд                                 | McCloud                                         | Панк                       |
| 1974      | с   | Макміллан і дружина                      | McMillan & Wife                                 | Джо Сміт                   |
| 1974      | с   | Димок зі ствола                          | Gunsmoke                                        | Гатрі                      |
| 1974      | с   | Рода                                     | Rhoda                                           | Гері                       |
| 1975      | ф   | Шалена вечірка                           | The Wild Party                                  | редактор                   |
| 1975      | ф   | Капоне                                   | Capone                                          | Піт Гусенберг              |
| 1975      | ф   | Смертельні перегони 2000                 | Death Race 2000                                 | «Герой» Нерон              |
| 1975      | ф   | Чотири двійки                            | The Four Deuces                                 | Смокі Росс                 |
| 1975      | ф   | Лихоманка на білій смузі                 | White Line Fever                                | Клем                       |
| 1975      | с   | Троє в дорозі                            | Three for the Road                              |                            |
| 1975      | с   | Новобранці                               | The Rookies                                     | Джиммі Джей                |
| 1976      | с   | Петрочеллі                               | Petrocelli                                      | Френк Гарріс               |
| 1976      | с   | Капітани й королі                        | Captains and the Kings                          |                            |
| 1976      | с   | Коджак                                   | Kojak                                           | Берл Слот                  |
| 1976      | с   | Вулиці Сан-Франциско                     | The Streets of San Francisco                    | Вілліс Хайнс               |
| 1977      | с   | Досьє детектива Рокфорда                 | The Rockford Files                              | Гаррі Смайк                |
| 1977      | с   | Брати Гарді і Ненсі Дрю                  | The Hardy Boys/Nancy Drew Mysteries             | Піт Міллер                 |
| 1977      | с   | Ангели Чарлі                             | Charlie's Angels                                | Джорджі                    |
| 1977      | ф   | Містер Мільярд                           | Mr. Billion                                     | техаський гравець          |
| 1977      | ф   | Білий бізон                              | The White Buffalo                               | Джек Маккол                |
| 1978      | с   | Неймовірний Халк                         | The Incredible Hulk                             | Генрі Велш                 |
| 1978—1979 | с   | Барнабі Джонс                            | Barnaby Jones                                   | Стен Бенсон / Грег Сондерс |
| 1979      | с   | Старскі та Гатч                          | Starsky and Hutch                               | Джиммі Лукас               |
| 1979      | с   | Медексперт Квінсі                        | Quincy M.E.                                     | Джо Кірбі                  |
| 1979      | с   | Діснейленд                               | Disneyland                                      |                            |
| 1979      | с   | Каліфорнійський дорожній патруль         | CHiPs                                           | Шервуд                     |
| 1979      | с   | Людина на ім'я Слоан                     | A Man Called Sloane                             |                            |
| 1979      | ф   | Сім                                      | Seven                                           | Скіп                       |
| 1980      | ф   | Лабораторія                              | Laboratory                                      |                            |
| 1981      | с   | На порозі ночі                           | The Edge of Night                               | Ромео Слейд                |
| 1982—1988 | с   | Кегні та Лейсі                           | Cagney & Lacey                                  | детектив Віктор Айсбекі    |
| 1982      | тф  | Плач по незнайомцям                      | Cry for the Strangers                           | Джефф                      |
| 1982      | ф   | Кривавий приплив                         | Blood Tide                                      | Ніл Грайс                  |
| 1984      | ф   | Малюк-каратист                           | The Karate Kid                                  | Джон Кріз                  |
| 1985      | с   | Вона написала вбивство                   | Murder, She Wrote                               | доктор Еллісон             |
| 1985      | с   | Зона сутінків (25 епізод Початок сезону) | The Twilight Zone                               | Джо Фаррелл                |
| 1985      | ф   | Рембо: Перша кров, частина II            | Rambo: First Blood Part II                      | Еріксон                    |
| 1986      | ф   | Малюк-каратист 2                         | The Karate Kid, Part II                         | Джон Кріз                  |
| 1987      | ф   | Правосуддя Стіла                         | Steele Justice                                  | Джон Стіл                  |
| 1989      | с   | Засланий на планету Земля                | Hard Time on Planet Earth                       | Джессі                     |
| 1989      | ф   | Мета президента                          | President's Target                              | Сем Ніколсон               |
| 1989      | ф   | Малюк-каратист 3                         | The Karate Kid, Part III                        | Джон Кріз                  |
| 1991      | ф   | Біле світло                              | White Light                                     | Сін Крейг                  |
| 1992      | в   | Проект «Переслідувач тіні»               | Shadowchaser                                    | Десільва                   |
| 1993      | в   | Бути найкращим                           | To Be the Best                                  | Рік Кулхейн                |
| 1993      | в   | Вогняний яструб                          | Firehawk                                        | Стюарт                     |
| 1993      | ф   | Найсильніший удар: Бій до смерті         | Shootfighter: Fight to the Death                | містер Лі                  |
| 1993      | ф   | Злочинний синдикат                       | The Outfit                                      | агент Бейкер               |
| 1993      | с   | Відступник                               | Renegade                                        | Мітч Рейнс / Голіаф        |
| 1993      | с   | Байки зі склепу                          | Tales from the Crypt                            | детектив                   |
| 1993—1994 | с   | Кун-фу: Відроджена легенда               | Kung Fu: The Legend Continues                   | Чіру                       |
| 1994      | с   | Правосуддя Берка                         | Burke's Law                                     | Джо Таннер                 |
| 1994      | ф   | Зіткнення з майбутнім                    | Future Shock                                    | доктор Ленгдон             |
| 1994      | ф   | Вайетт Ерп                               | Wyatt Earp                                      | Ед Росс                    |
| 1994      | ф   | Вайетт Ерп: Повернення в Тумстоун        | Wyatt Earp: Return to Tombstone                 | Ед Росс                    |
| 1994      | ф   | Під загрозою                             | Endangered                                      | Дево                       |
| 1994      | ф   | Дика земля                               | Savage Land                                     | Джебель                    |
| 1994      | ф   | Бій до смерті                            | Death Match                                     | Пол Лендіс                 |
| 1994      | тф  | Кегні та Лейсі: Повернення               | Cagney & Lacey: The Return                      | Айсбекі                    |
| 1995      | с   | Вокер, техаський рейнджер                | Walker, Texas Ranger                            | Фред Кимбл                 |
| 1995      | с   | Геркулес: Легендарні подорожі            | Hercules: The Legendary Journeys                | Деметріус                  |
| 1995      | ф   | Регенератор                              | Final Equinox                                   | Торман                     |
| 1996      | ф   | Без пощади                               | Without Mercy                                   | Вольф Ларсен               |
| 1996      | ф   | Малюк Нельсон                            | Baby Face Nelson                                | Джон Діллінджер            |
| 1996      | ф   | Страшний суд                             | Judge and Jury                                  | Майкл Сільвано             |
| 1996      | ф   | Руйнівники                               | Timelock                                        | Адмірал Денні Тіджс        |
| 1996      | в   | Найманець                                | Mercenary                                       | Фенікс                     |
| 1997      | тф  | Напад на острів Диявола                  | Assault on Devil's Island                       | Енді Пауерс                |
| 1997      | ф   | Вершина світу                            | Top of the World                                | Карл                       |
| 1997      | ф   | Ведмежа гора                             | Grizzly Mountain                                | маршал Джексон             |
| 1998      | ф   | Порт                                     | The Waterfront                                  | Джеймс Рікс                |
| 1998      | ф   | Дар Джозефа                              | Joseph's Gift                                   | Томпсон                    |
| 1998      | с   | VIP                                      | V.I.P.                                          | містер Скорнобахо          |
| 1998—1999 | с   | Діагноз: Вбивство                        | Diagnosis Murder                                | капітан Волтер Ньюман      |
| 1999      | тф  | Напад на острів Диявола 2                | Shadow Warriors II: Hunt for the Death Merchant | Енді Пауерс                |
| 2000      | ф   | Злодій і стриптизерка                    | The Thief & the Stripper                        | Кроу                       |
| 2000      | ф   | Гра без правил                           | Bad Guys                                        | Командувач                 |
| 2000      | с   | Голлівудський з'їзд                      | Hollywood Off-Ramp                              |                            |
| 2001      | с   | Чорний скорпіон                          | Black Scorpion                                  | Джек Еймс                  |
| 2001      | ф   | Остаточна розплата                       | Final Payback                                   | капітан Пітер Джеймс       |
| 2001      | ф   | Поле бою                                 | Going Back                                      | Бразинські                 |
| 2001      | ф   | Вища честь                               | Extreme Honor                                   | Пакард                     |
| 2001      | в   | Повернення Чорного скорпіона             | Black Scorpion Returns                          |                            |
| 2001      | в   | Тюремні ігри                             | Con Games                                       | Редік                      |
| 2002      | ф   | Нищівна брехня                           | Shattered Lies                                  | Том Рейнольдс              |
| 2002      | ф   | Крокодил 2: Перелік жертв                | Crocodile 2: Death Swamp                        | Роланд                     |
| 2002      | ф   | Американська зброя                       | American Gun                                    | Теодор Гантлі              |
| 2002      | ф   | Транс                                    | Trance                                          | Роберт Леоні               |
| 2002      | ф   | Прокляття золотої шахти                  | Curse of the Forty-Niner                        | Калеб                      |
| 2002      | тф  | Хазяїн гори                              | Gentle Ben                                      | Куллі                      |
| 2003      | тф  | Хазяїн гори 2: Чорне золото              | Gentle Ben 2: Danger on the Mountain            | Куллі                      |
| 2002      | в   | Жало Чорного скорпіона                   | Sting of the Black Scorpion                     | Джек Еймс                  |
| 2003      | в   | Варвар                                   | Barbarian                                       | Мункар                     |
| 2003      | ф   | Лицар диявола                            | Devil's Knight                                  | Зефф                       |
| 2003      | тф  | На тому стоїмо                           | Hard Ground                                     | Флойд                      |
| 2004      | тф  | Тварюка                                  | Alien Lockdown                                  | Енслоу                     |
| 2004      | тф  | Таємниця голлівудської мами              | The Hollywood Mom's Mystery                     | Сенді Палумбо              |
| 2004      | ф   | Великий Чак, маленький Чак               | Big Chuck, Little Chuck                         | Клоун / Мартін Кові        |
| 2005      | ф   | Скляний мурашник                         | Glass Trap                                      | Корріган                   |
| 2005      | ф   | Чудо в струмку мудреця                   | Miracle at Sage Creek                           | Джес (видалені сцени)      |
| 2006      | ф   | 7 мумій                                  | Seven Mummies                                   | Кайл                       |
| 2006      | ф   | Легка мішень                             | Soft Target                                     | Джейк Лавлор               |
| 2006      | ф   | Макс-руйнівник: Кільце вогню             | Max Havoc: Ring of Fire                         | лейтенант Рейнольдс        |
| 2006      | ф   | Занепалі ангели                          | Fallen Angels                                   | Деніелс                    |
| 2006      | в   | Вихід 38                                 | Exit 38                                         | Різ                        |
| 2007      | в   | Двічі звернений                          | Revamped                                        | детектив Ріджер            |
| 2007      | ф   | Ближній бій                              | Blizhniy Boy: The Ultimate Fighter              | детектив Карпов            |
| 2007      | ф   | Послання                                 | Messages                                        | Коллінз                    |
| 2008      | в   | Зниклий воїн                             | Lost Warrior: Left Behind                       | командир Джеймс Стар       |
| 2008      | док | Людина з тисячею облич                   | Man of a Thousand Faces                         | Джей Керрол Нейш           |
| 2008      | ф   | Поза рингом                              | Beyond the Ring                                 | дядя Патрік                |
| 2008      | ф   | Шанс китайця                             | Chinaman's Chance: America's Other Slaves       | шериф Джонс                |
| 2009      | ф   | Навіки твій                              | Immortally Yours                                | Стівен Майлс               |
| 2009      | тф  | Воїни-перевертні                         | War Wolves                                      | Малик                      |
| 2009      | ф   | Посередники                              | Middle Men                                      | сенатор                    |
| 2009      | ф   | Балістика                                | Ballistica                                      | Райлі                      |
| 2009      | ф   | Дикун                                    | Savage                                          | Джек Лунд                  |
| 2010      | ф   | Сходження                                | The Ascent                                      | Льюїс                      |
| 2010      | ф   | Голі кулаки                              | Bare Knuckles                                   | Сонні Кул                  |
| 2010      | ф   | Поцілунок Кармен                         | Carmen's Kiss                                   | Дрейтон                    |
| 2011      | с   | Спецназ: Сан-Дієго                       | NTSF:SD:SUV                                     | лідера осередку            |
| 2011      | с   | Тош.0                                    | Tosh.0                                          | Джон Кріз                  |
| 2011      | ф   | Великий бій                              | The Great Fight                                 | Джон Купер                 |
| 2011      | ф   | Зона життя                               | The Life Zone                                   | Ренді Грейвс               |
| 2011      | ф   | Код убивці                               | Assassins' Code                                 | Тоні Брилл                 |
| 2012      | ф   | Тихі, але небезпечні                     | Silent But Deadly                               | Ходж                       |
| 2013      | тф  | Дикі серця                               | Our Wild Hearts                                 | Грізз                      |
| 2013      | с   | Сумнівний                                | Sketchy                                         |                            |
| 2013      | ф   | Реаліті-шоу «Ніч жаху»                   | Reality Terror Night                            | Отелло Лазар               |
| 2013      | ф   | Я закохався в черницю                    | I'm in Love with a Church Girl                  | Террі Еджемонд             |
| 2014      | ф   | Рукопашний бій                           | Tapped Out                                      | директор Вангорн           |
| 2019      | ф   | Ветерани Іноземних Війн                  | VFW                                             | Лу Клейтон                 |